# العلاقات الباهاماسية الكورية الشمالية
العلاقات الباهاماسية الكورية الشمالية هي العلاقات الثنائية التي تجمع بين باهاماس وكوريا الشمالية.

## مقارنة بين البلدين
هذه مقارنة عامة ومرجعية للدولتين:
| وجه المقارنة                                              | باهاماس      | كوريا الشمالية                        |
| --------------------------------------------------------- | ------------ | ------------------------------------- |
| المساحة (كم2)                                             | 13.88 ألف    | 120.54 ألف                            |
| عدد السكان (نسمة)                                         | 395.36 ألف   | 25.49 مليون                           |
| الكثافة السكانية (ن./كم²)                                 | 28.48        | 211.47                                |
| العاصمة                                                   | ناساو        | بيونغيانغ                             |
| اللغة الرسمية                                             | لغة إنجليزية | لغة كوريا الشمالية القياسية ‏          |
| العملة                                                    | دولار بهامي  | وون كوري شمالي                        |
| الناتج المحلي الإجمالي (بليون دولار)                      | 12.16 مليار  |                                       |
| الناتج المحلي الإجمالي (تعادل القوة الشرائية) بليون دولار | 8.92 مليار   |                                       |
| الناتج المحلي الإجمالي الاسمي للفرد دولار أمريكي          | 22.82 ألف    |                                       |
| الناتج المحلي الإجمالي للفرد دولار أمريكي                 |              |                                       |
| مؤشر التنمية البشرية                                      | 0.790        |                                       |
| رمز المكالمات الدولي                                      | +1242        | +850                                  |
| رمز الإنترنت                                              | .bs          | .kp                                   |
| المنطقة الزمنية                                           | 00           | ت ع م+08:30، ت ع م+08:30، ت ع م+09:00 |

## منظمات دولية مشتركة
يشترك البلدان في عضوية مجموعة من المنظمات الدولية، منها:
| علم المنظمة | اسم المنظمة              | تاريخ انضمام باهاماس | تاريخ انضمام كوريا الشمالية |
| ----------- | ------------------------ | -------------------- | --------------------------- |
|             | يونسكو                   | 23 أبريل 1981        | 18 أكتوبر 1974              |
|             | الاتحاد البريدي العالمي  | ?                    | ?                           |
|             | الأمم المتحدة            | 18 سبتمبر 1973       | 17 سبتمبر 1991              |
|             | الاتحاد الدولي للاتصالات | 19 أغسطس 1974        | ?                           |

## وصلات خارجية
- موقع وزارة الخارجية الكورية الشمالية